# Vivek Vaswani
Vivek Vaswani (ou Viveck), né en 1972, est un acteur, producteur, scénariste et assistant réalisateur indien.

## Filmographie

### Acteur
- 1985 : Khandaan
- 1991 : Patthar Ke Phool : M. Vaswani
- 1991 : Khel : Sanjay Gupta
- 1992 : Raju Ban Gaya Gentleman : Lovechand Kukreja
- 1993 : King Uncle : Kamal
- 1993 : Aashik Aawara : Rakesh Rajpal
- 1996 : Loafer (en) : Pandey
- 1996 : English Babu Desi Mem : Serveur
- 1998 : Soldier : Principal
- 1998 : Jab Pyaar Kisise Hota Hai : Suraj Dhanwa
- 1999 : International Khiladi : Directeur
- 1999 : Aa Ab Laut Chalen : Vaswani
- 2000 : Tera Jadoo Chal Gayaa : Collègue de Pooja
- 2000 : Josh : Savio
- 2001 : Style : Kapadia
- 2002 : Hum Kisi Se Kum Nahin : Docteur
- 2003 : Joggers' Park : Apparition exceptionnelle
- 2003 : Ishq Vishk : Professeur
- 2003 : Dhund: The Fog : Vaswani
- 2003 : Satta
- 2004 : Fida : Employé de banque
- 2004 : Khakee
- 2005 : Aashiq Banaya Aapne: Love Takes Over : Amar Rathod
- 2005 : A Sublime Love Story: Barsaat : M. Vaswani
- 2005 : Insan : Agarwal
- 2006 : 36 China Town : Avocat Dixit
- 2007 : Shakalaka Boom Boom
- 2008 : My Name Is Anthony Gonsalves
- 2008 : Dulha Mil Gaya
- 2009 : Toonpur Ka Superhero : P.K. Dhoot
- 2009 : 42 Kms.

### Producteur
- 1991 : Patthar Ke Phool
- 1992 : Raju Ban Gaya Gentleman
- 2001 : Everybody Says I'm Fine!
- 2002 : Dil Vil Pyar Vyar
- 2008 : Dulha Mil Gaya

### Scénariste
- 2002 : Dil Vil Pyar Vyar
- 2008 : Dulha Mil Gaya

### Assistant réalisateur
- 1992 : Raju Ban Gaya Gentleman